# Teterower See
Der Teterower See in Mecklenburg-Vorpommern liegt im Landkreis Rostock im Mittleren Mecklenburg in einer Wiesen- und Weidenlandschaft im Naturpark Mecklenburgische Schweiz und Kummerower See.

## Lage im Gewässernetz
Der Teterower See liegt im Verlauf der Teterower Peene, eines Quellflusses der Peene, der oberhalb des Sees Kleine Peene genannt wird. Den See verlässt sie heute als (Teterower) Kanal, der sich nach 4,1 km mit der kleineren Peene (ohne Namenszusatz) zur (Teterower) Peene vereinigt, die schließlich als (Neukalener) Peenekanal in den Kummerower See mündet.

## Geografische Gestalt
Der nordöstlich von Teterow gelegene See hat eine Länge von rund 3,3 Kilometern, eine Breite von 1,9 Kilometern und eine durchschnittliche Tiefe von vier Metern. Die Uferlinie ist vor allem im Südteil stark gegliedert (Inseln Burgwall und der Sauerwerder). Der See wird von Süden nach Nordosten hin breiter und flacher.
Teile der westlichen Uferzone einschließlich des Sauerwerders und der Halbinsel Schnakenlang liegen im Naturschutzgebiet Binsenbrink.

## Geschichte
Im See befindet sich die langgestreckte Burgwallinsel. Auf der Insel befand sich eine größere Wehranlage, heute noch an den Wällen deutlich zu erkennen. Nach archäologischen Untersuchungen in den 1950er Jahren konnte man einen Stammesmittelpunkt der Zirzipanen der Insel zuordnen.

## Tourismus
Der Teterower See ist ein gutes Segelrevier für Jollen und Segelkutter.
Bademöglichkeiten gibt es  am Südwestufer, auf der Burgwallinsel und beim Teterower Ortsteil Teschow.
Auf dem See verkehrt das Ausflugsschiff Regulus, eine historische Motorbarkasse. Dieses Schiff wurde 1910 in Hamburg gebaut und zunächst auf der Müritz eingesetzt. 1930 wurde die Regulus nach Teterow verkauft und machte bis 1939 Ausflugsfahrten auf dem Teterower See. Im Zweiten Weltkrieg aufgelegt, wurde sie 1945 versenkt. 1999 wurde ihr Wrack im See gefunden, geborgen und in der Folge betriebsfähig restauriert. Seit 2001 ist der Schiffsveteran wieder in Fahrt.
Anleger für die Regulus gibt es am Naturbad Teterow, auf der Burgwallinsel und in Teschow.

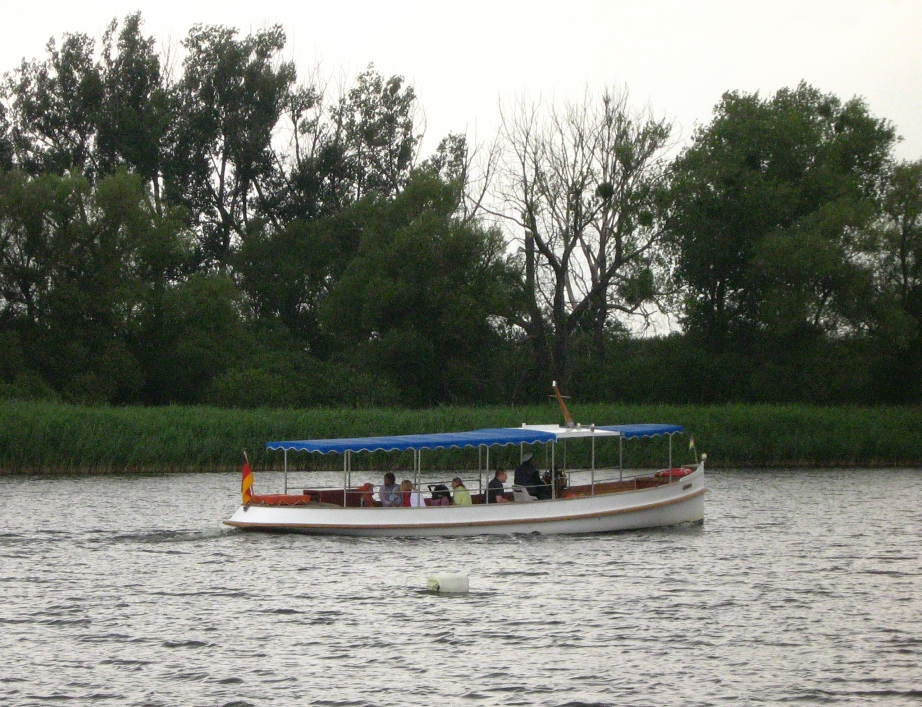
Barkasse „Regulus“ von 1910, die seit 2001 als Fähre eingesetzt wird
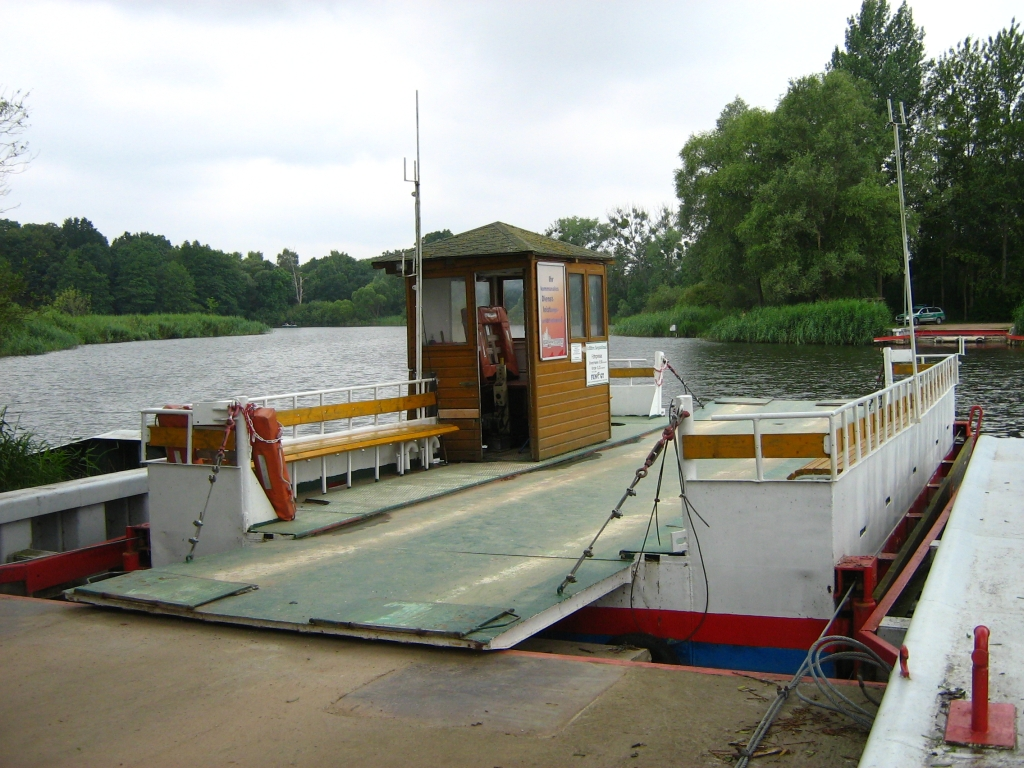
Seilfähre zur Burgwallinsel
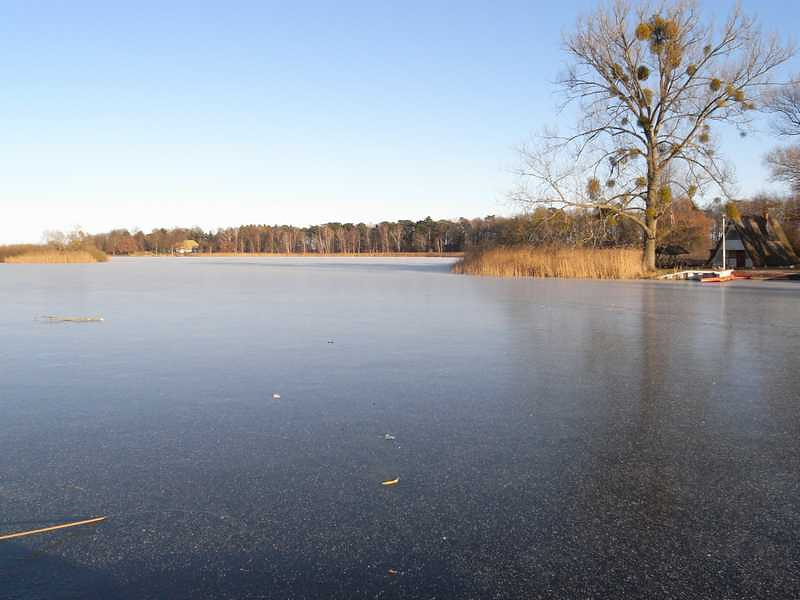
Blick auf die Burgwallinsel
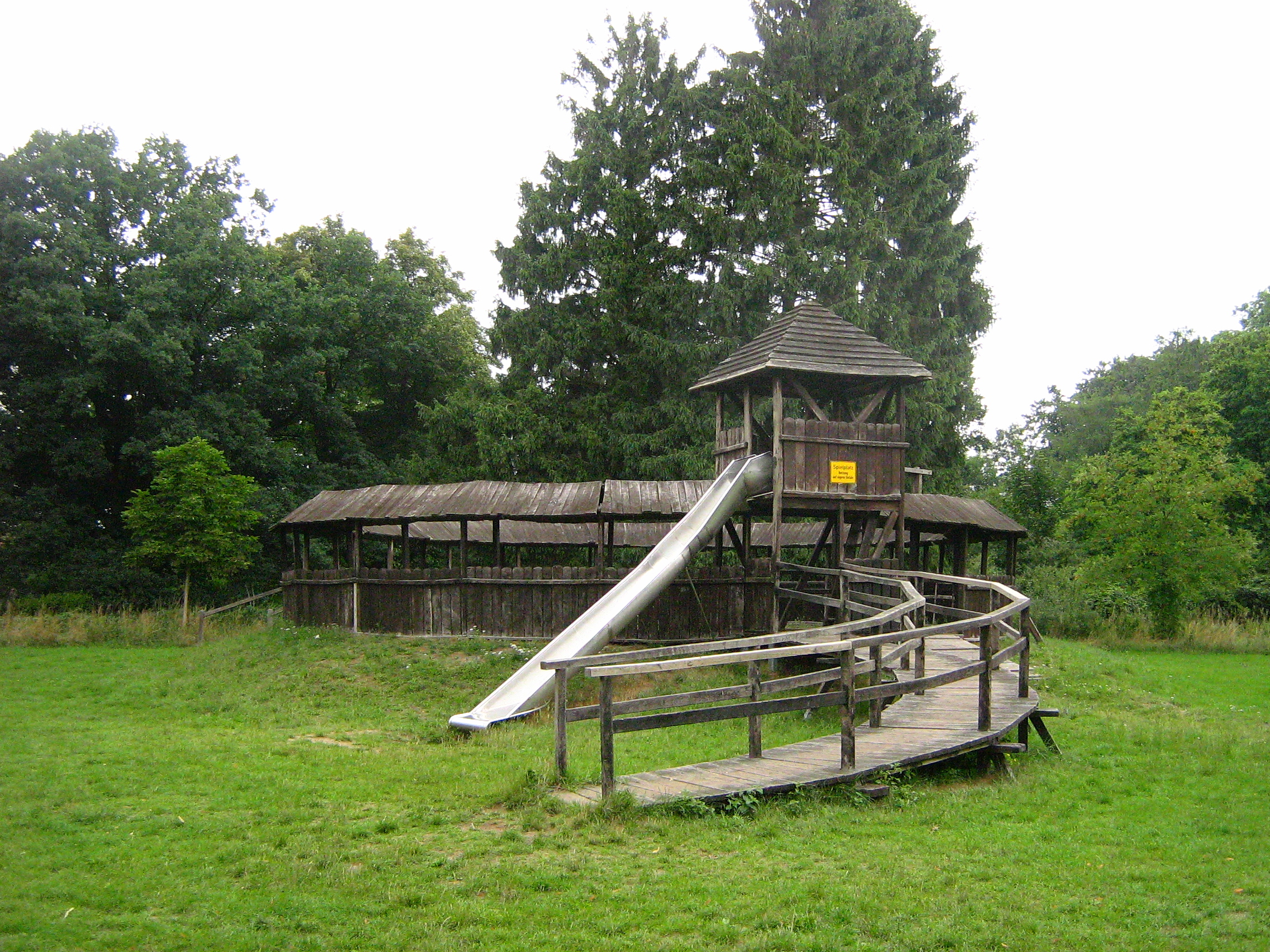
Spielplatz und nachgebaute slawische Vorburg auf der Burgwallinsel

## Trivia
- Hechtsage